# Maria Ludovica d'Austria-Este
Maria Ludovica Beatrice d'Austria-Este (Monza, 15 dicembre 1787 – Verona, 7 aprile 1816) era l'ultima figlia di Ferdinando d'Asburgo-Lorena, governatore austriaco di Milano, e di Maria Beatrice d'Este, erede del Ducato di Modena e Reggio. Divenne Imperatrice d'Austria in seguito al matrimonio con Francesco I.

## Biografia

### Infanzia ed educazione
La formazione della piccola Maria Ludovica ebbe luogo sotto l'influenza della severa etichetta della nonna, Maria Teresa, che aveva anche combinato il matrimonio dei suoi genitori. La giovinetta visse dapprima in Milano e poi nella Villa Reale a Monza, che il padre, divenuto Governatore di Milano nel 1771, aveva fatto costruire nel 1777, prendendo a modello il castello di Schönbrunn. Ella venne cresciuta dalla madre e da una balia ed educatrice, che era stata inviata a Milano dalla nonna. La giovane crebbe bilingue, ma poiché madre ed educatrice parlavano con lei solo in lingua italiana, ella poté poi parlare con il futuro marito solo in uno stentato tedesco.

### Fuga da Milano
Con la prima campagna d'Italia di Napoleone Bonaparte, Milano venne occupata il 16 maggio 1796 dalle truppe francesi e Maria Ludovica aveva dovuto fuggire con i genitori, prima a Trieste e poi a Wiener Neustadt, ove andò ad abitare in un palazzo, che in confronto a quello lombardo cui era abituata, era da considerarsi piuttosto spartano. Fu da allora che la madre le inculcò l'odio per Napoleone, che durò in lei tutta la vita.
Nel 1803 Ludovica si trasferì con la famiglia a Vienna, andando ad abitare nel palazzo Dietrichstein Ulfeld, sulla Minoritenplatz, e dove nel 1806 il padre, che non aveva più potuto rientrare in Milano, morì.
Della madre e di Ludovica si prese cura l'imperatore d'Austria Francesco I d'Austria, cugino di Maria Ludovica.

### Matrimonio

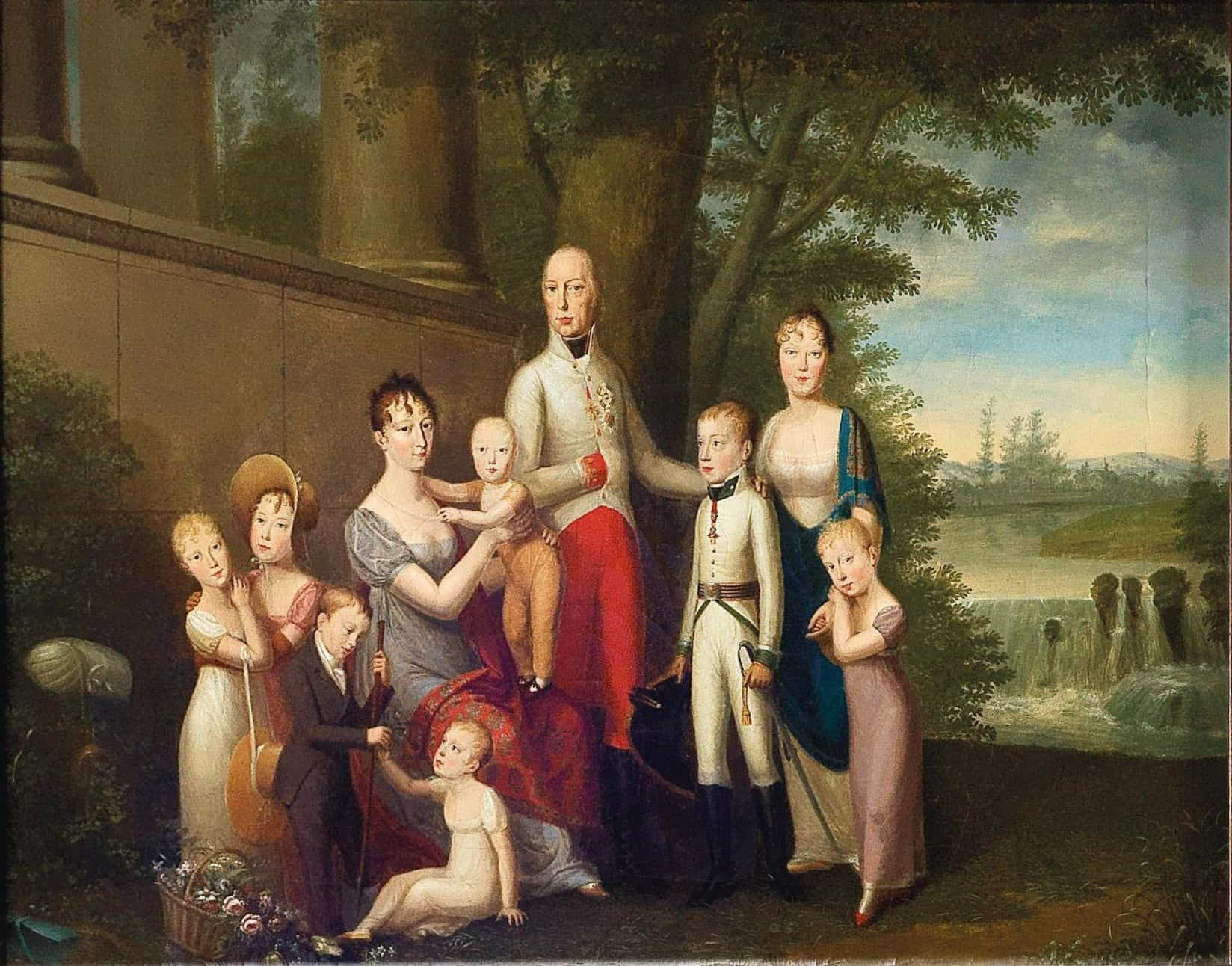
L'imperatrice Maria Ludovica con il marito e i figliastri

Francesco I rimase vedovo della seconda moglie Maria Teresa di Borbone-Napoli nell'aprile del 1807 e pensò subito di risposarsi. La sua scelta cadde all'interno della sua famiglia e precisamente sulla cugina Maria Ludovica. Il 6 gennaio 1808 vennero celebrate le nozze.
Amica della neoimperatrice era la secondogenita di Francesco Maria Luisa d'Asburgo-Lorena, che aveva solo quattro anni meno della matrigna.

### Fuga da Vienna
Le truppe di Napoleone minacciarono anche Vienna, tanto che la famiglia imperiale dovette fuggire il 4 maggio 1809: il 12 maggio i francesi entrarono a Vienna. L'imperatore portò i famigliari in Ungheria, a Buda, dove però non erano del tutto al sicuro. Così Maria Ludovica e gli altri si spinsero più a est, a Eger. La pace imposta agli austriaci costò la perdita di ingenti territori e il matrimonio di Maria Luigia con Napoleone.
Maria Ludovica, che per la figliastra era stata un'amica e quasi una madre, si oppose a questa decisione ma senza successo dato che l'Austria non era nella condizione di poter rifiutare l'offerta dell'imperatore francese. Maria Ludovica avrebbe inoltre voluto che la figliastra sposasse suo fratello Francesco, futuro duca di Modena e Reggio.
Matrigna e figliastra poterono di nuovo riabbracciarsi il 21 maggio 1814 a Sieghartskirchen, vicino a Vienna, allorché Maria Luisa fece ritorno, col figlio avuto da Napoleone, in Francia. La definitiva caduta del generale a Waterloo il 18 giugno 1815 segnò la fine delle preoccupazioni degli Asburgo e di Maria Ludovica, la cui vita era stata segnata, si può dire, dalla politica espansionistica di Napoleone.

### Morte

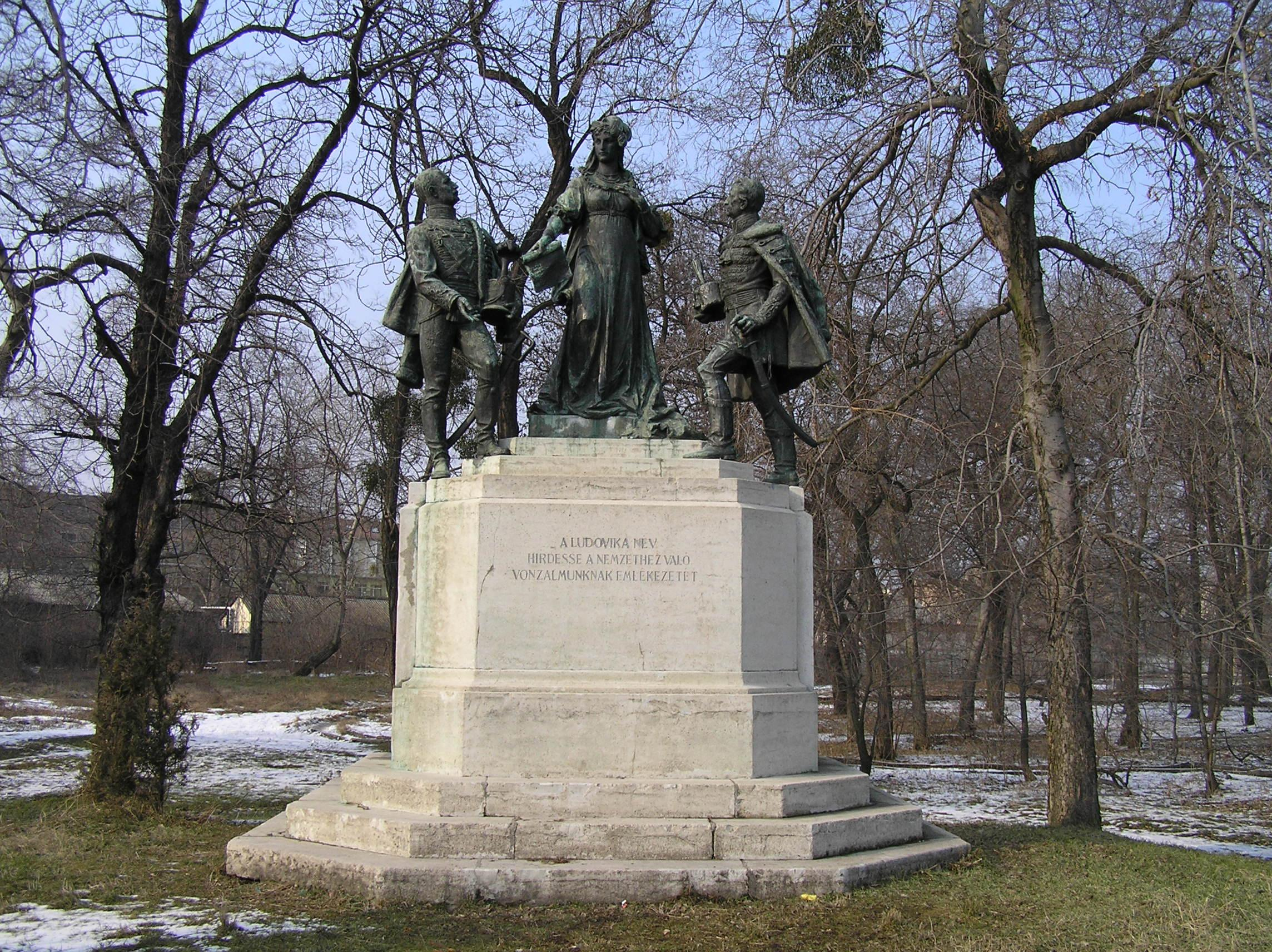
Monumento dell'imperatrice Maria Ludovica a Budapest

Il matrimonio tra Francesco e la terza moglie fu destinato a non essere coronato dalla nascita di altri figli. Maria Ludovica soffriva di una malattia polmonare, forse tubercolosi, che le fece intraprendere dapprima un trasferimento nel clima più mite di Bolzano, nell'ottobre-novembre del 1815, e la condusse poi alla morte alla giovane età di 28 anni, nel palazzo Canossa di Verona il 7 aprile 1816, domenica delle Palme.
È sepolta nella Cripta Imperiale di Vienna.
Dopo esser rimasto vedovo per la terza volta, l'imperatore austriaco Francesco cercò una nuova moglie e sette mesi più tardi sposò la principessa Carolina Augusta di Baviera.

## Eredità

### Monumenti a Maria Ludovica d'Austria

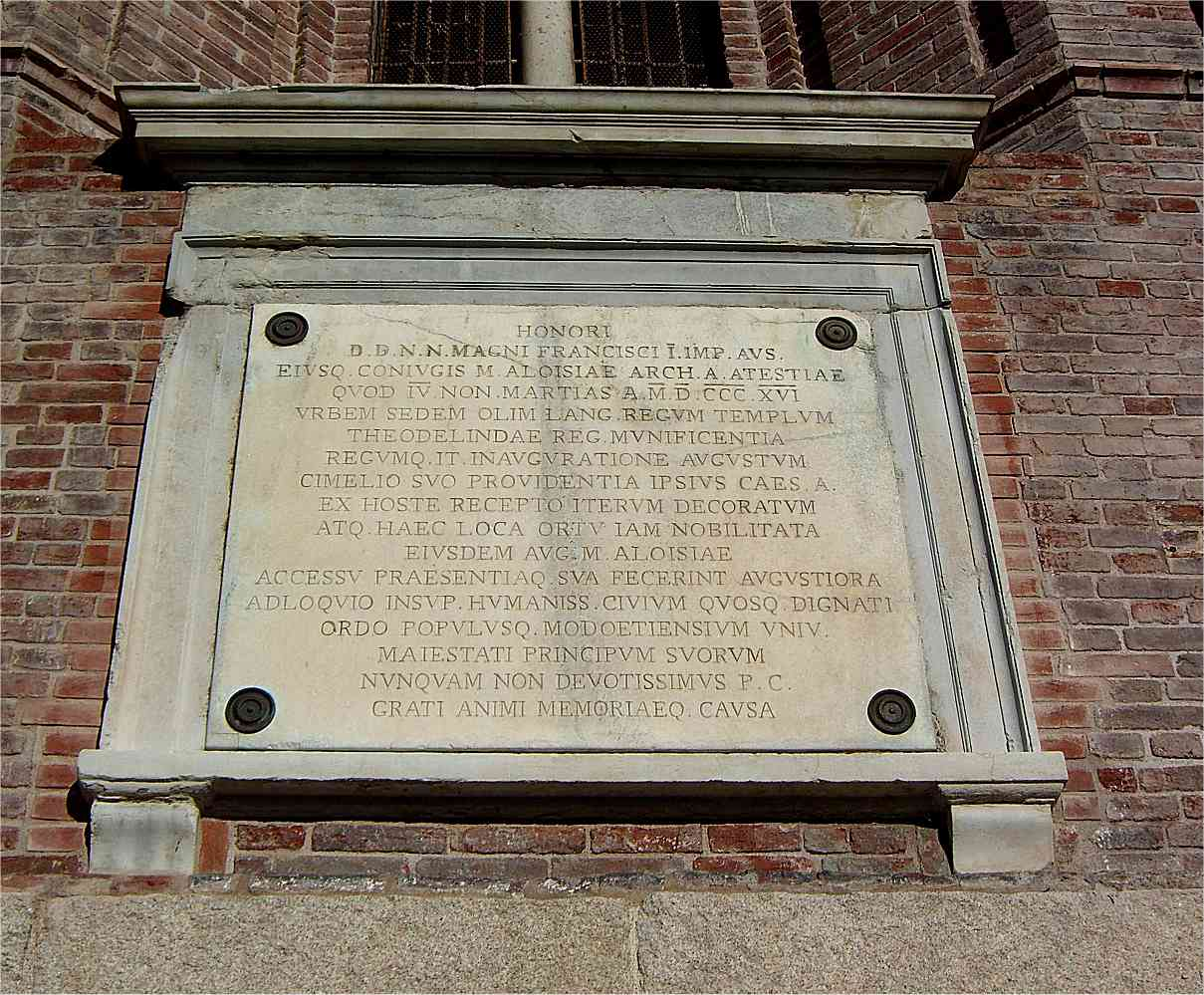
Lapide marmorea apposta alla base del campanile del Duomo di Monza in onore della visita di Francesco I d'Austria e dell'imperatrice Maria Ludovica nel 1816

Una grande lapide marmorea che menziona la sua visita con l'imperatore Francesco I nel 1816 si trova nel Duomo di Monza.
Un grande monumento in bronzo raffigurante l'Imperatrice al centro e l'arciduca Giuseppe d'Asburgo-Lorena, palatino d'Ungheria e János Buttler sui lati fu inaugurato nel 1901 presso l'Accademia Militare Reale Ungherese Ludovica.

## Ascendenza
|                               |                      |                                               | Genitori                              |  |  | Nonni |  |  | Bisnonni           |  |  | Trisnonni         |  |
|                               |                      |                                               |                                       |  |  |       |  |  | Leopoldo di Lorena |  |  | Carlo V di Lorena |  |
|                               |                      |                                               |                                       |  |  |       |  |  | Leopoldo di Lorena |  |  | Carlo V di Lorena |  |
|                               |                      | Eleonora Maria Giuseppina d'Austria           |                                       |  |  |       |  |  | Leopoldo di Lorena |  |  |                   |  |
| Francesco I di Lorena         |                      |                                               |                                       |  |  |       |  |  | Leopoldo di Lorena |  |  |                   |  |
|                               |                      | Elisabetta Carlotta di Borbone-Orléans        | Filippo I di Borbone-Orléans          |  |  |       |  |  |                    |  |  |                   |  |
|                               |                      | Elisabetta Carlotta di Borbone-Orléans        | Filippo I di Borbone-Orléans          |  |  |       |  |  |                    |  |  |                   |  |
|                               |                      | Elisabetta Carlotta di Borbone-Orléans        | Elisabetta Carlotta del Palatinato    |  |  |       |  |  |                    |  |  |                   |  |
| Ferdinando d'Asburgo-Lorena   |                      | Elisabetta Carlotta di Borbone-Orléans        |                                       |  |  |       |  |  |                    |  |  |                   |  |
|                               |                      | Carlo VI d'Asburgo                            | Leopoldo I d'Asburgo                  |  |  |       |  |  |                    |  |  |                   |  |
|                               |                      | Carlo VI d'Asburgo                            | Leopoldo I d'Asburgo                  |  |  |       |  |  |                    |  |  |                   |  |
|                               |                      | Carlo VI d'Asburgo                            | Eleonora del Palatinato-Neuburg       |  |  |       |  |  |                    |  |  |                   |  |
| Maria Teresa d'Austria        |                      | Carlo VI d'Asburgo                            |                                       |  |  |       |  |  |                    |  |  |                   |  |
|                               |                      | Elisabetta Cristina di Brunswick-Wolfenbüttel | Luigi Rodolfo di Brunswick-Lüneburg   |  |  |       |  |  |                    |  |  |                   |  |
|                               |                      | Elisabetta Cristina di Brunswick-Wolfenbüttel | Luigi Rodolfo di Brunswick-Lüneburg   |  |  |       |  |  |                    |  |  |                   |  |
|                               |                      | Elisabetta Cristina di Brunswick-Wolfenbüttel | Cristina Luisa di Oettingen-Oettingen |  |  |       |  |  |                    |  |  |                   |  |
| Maria Ludovica d'Austria-Este |                      | Elisabetta Cristina di Brunswick-Wolfenbüttel |                                       |  |  |       |  |  |                    |  |  |                   |  |
|                               | Francesco III d'Este | Rinaldo d'Este                                |                                       |  |  |       |  |  |                    |  |  |                   |  |
|                               | Francesco III d'Este | Rinaldo d'Este                                |                                       |  |  |       |  |  |                    |  |  |                   |  |
|                               | Francesco III d'Este | Carlotta Felicita di Brunswick-Lüneburg       |                                       |  |  |       |  |  |                    |  |  |                   |  |
| Ercole III d'Este             | Francesco III d'Este |                                               |                                       |  |  |       |  |  |                    |  |  |                   |  |
|                               |                      | Carlotta Aglae di Borbone-Orléans             | Filippo II di Borbone-Orléans         |  |  |       |  |  |                    |  |  |                   |  |
|                               |                      | Carlotta Aglae di Borbone-Orléans             | Filippo II di Borbone-Orléans         |  |  |       |  |  |                    |  |  |                   |  |
|                               |                      | Carlotta Aglae di Borbone-Orléans             | Francesca Maria di Borbone-Francia    |  |  |       |  |  |                    |  |  |                   |  |
| Maria Beatrice d'Este         |                      | Carlotta Aglae di Borbone-Orléans             |                                       |  |  |       |  |  |                    |  |  |                   |  |
|                               |                      | Alderano I Cybo-Malaspina                     | Carlo II Cybo-Malaspina               |  |  |       |  |  |                    |  |  |                   |  |
|                               |                      | Alderano I Cybo-Malaspina                     | Carlo II Cybo-Malaspina               |  |  |       |  |  |                    |  |  |                   |  |
|                               |                      | Alderano I Cybo-Malaspina                     | Teresa Pamphili                       |  |  |       |  |  |                    |  |  |                   |  |
| Maria Teresa Cybo Malaspina   |                      | Alderano I Cybo-Malaspina                     |                                       |  |  |       |  |  |                    |  |  |                   |  |
|                               |                      | Ricciarda Gonzaga di Novellara                | Camillo II Gonzaga di Novellara       |  |  |       |  |  |                    |  |  |                   |  |
|                               |                      | Ricciarda Gonzaga di Novellara                | Camillo II Gonzaga di Novellara       |  |  |       |  |  |                    |  |  |                   |  |
|                               |                      | Ricciarda Gonzaga di Novellara                | Matilde d'Este                        |  |  |       |  |  |                    |  |  |                   |  |
|                               |                      | Ricciarda Gonzaga di Novellara                |                                       |  |  |       |  |  |                    |  |  |                   |  |

## Titoli e trattamento
- 14 dicembre 1787 - 11 agosto 1804: Sua Altezza Reale, l'Arciduchessa Maria Ludovica d'Austria-Este, principessa di Modena e Reggio
- 11 agosto 1804 - 6 gennaio 1808: Sua Altezza Imperiale e Reale, Maria Ludovica d'Austria-Este, principessa imperiale d'Austria, principessa reale d'Ungheria e Boemia, principessa di Modena
- 6 gennaio 1808 - 7 aprile 1816: Sua Maestà Imperiale e Reale Apostolica, l'Imperatrice d'Austria, Regina d'Ungheria, Croazia e Boemia